# Glossaire de League of Legends
- Haut – A
- B
- C
- D
- E
- F
- G
- H
- I
- J
- K
- L
- M
- N
- O
- P
- Q
- R
- S
- T
- U
- V
- W
- X
- Y
- Z

Ce glossaire de League of Legends recense les termes et expressions techniques propres au jeu vidéo League of Legends.

## A
Ace
"All Champions Eliminated". Le dernier joueur d’une équipe vient d’être tué.
AD
''Attack Damage''. Ce sont les dégâts physiques que votre champion fait avec une attaque basique. Certaines compétences font des dégats en rapport avec la quantité d'AD du personnage.
AFK
"Away From Keyboard". Un  « afk » désigne une personne qui ne bouge plus sur la carte pendant une durée importante. Généralement, le joueur n’est plus devant son ordinateur ou est même déconnecté.

## B
Baron Nashor
Monstre épique de League of Legends, qui apparaît à la vingtième minute de jeu et offre un bonus significatif à l’équipe qui le tue.
BO1, BO3, BO5
Diminutif de Best of 1-3-5. Format de compétition qui indique le nombre de manches maximum. Au meilleur des 3 (BO3), la première équipe à deux manches gagnées remporte la victoire.
Botlane
Version raccourcie de bottom lane, également appelée voie du bas en Français. Il s'agit de la ligne de jeu située en bas de la carte.
Botlaner
Joueur évoluant sur la voie du bas. Il peut également être appelé Carry AD, son ancienne dénomination, notamment par les anciens joueurs.
Buff
Augmenter les caractéristiques d’une arme, d’un objet ou un personnage en vue d’équilibrer le jeu ou d'en modifier la meta.

## C
Carry
Le « carry » n'est pas un poste mais le joueur sur lequel l'équipe va miser pour prendre un avantage durant la partie. Ce rôle évolue en fonction de la meta et des champions.
Carry AD
Un terme qui désigne un joueur infligeant majoritairement des dégâts physiques avec des personnages combattant à distance. Ce terme peut désigner également le botlaner, qui joue majoritairement ce genre de champions, mais pas exclusivement.
Champion
Chaque joueur incarne un personnage jouable, appelé champion, différent, parmi les 153 disponibles dans le jeu.
Champion pool
Liste des champions qu'un joueur maîtrise et est en mesure de jouer au plus haut niveau.

## D
Dash
Déplacement rapide (dans une direction ciblée) qui s'identifie presque à une téléportation..
Draft
Avant chaque début de match, les joueurs choisissent un personnage chacun en essayant de créer des synergies en fonction de leurs caractéristiques et de la meta. Il s'agit de la phase de draft, dirigée par le coach. Elle conditionne en partie le déroulement d'un match.
Dive
Plonger en anglais. Phase de jeu agressive et généralement collective sous une tourelle (elles jalonnent la carte, coupée en deux camps) adverse.

## E
Early game
Phase de début de partie.

## F
Farm
Phase de jeu passive, pour renforcer son champion, généralement en début et milieu de match.

## G
Gank
Intervention du jungler sur une des trois voies,.
Gold
Or en anglais. Ressource principale dans une partie de League of Legends, monnaie du jeu pour acheter des items, essentielle pour s'imposer.

## I
Inhibiteur
Bâtiment d’une base de League of Legends qui génère des sbires.
Int
Diminutif d'« intentional feeding » en anglais. Mourir volontairement dans une partie.

## L
Lane
Voie en anglais. La faille de l'invocateur dispose de trois voies distinctes, une en haut, une au milieu et une en bas de la carte.
Laning phase
Premières minutes de la partie où les joueurs affrontent uniquement leur vis-à-vis avant le regroupement en équipe.
LoL
Diminutif de League of Legends.

## M
Macro
Composante stratégique d'une partie (gestion de la carte, gestion économique...).
Match-up
Affrontement entre deux personnages varie énormément en fonction des caractéristiques de ces derniers. Les joueurs professionnels doivent donc apprendre à jouer contre des styles différents. Certains leur conviennent mieux que d'autres.
Meta
Façon de jouer au jeu la plus efficace du moment. League of Legends évolue régulièrement (même si le principe reste le même), la meta avec lui.
Midlane
Version raccourcie de middle lane, également appelée voie du milieu en Français. Il s'agit de la ligne de jeu située au centre de la carte.
Midlaner
Joueur évoluant sur la voie du milieu.

## N
Nerf
Baisser les caractéristiques d’une arme, d’un objet ou un personnage en vue d’équilibrer le jeu ou d’en modifier la meta

## S
Sbires
Aussi appelés Creeps. Petites unités qui apparaissent régulièrement sur les différentes lignes. Ils permettent aux joueurs de gagner de l’expérience et des pièces d’or en les éliminant.
Scrims
Matches d'entraînement.
Solo queue ou Soloq
Parties en ligne qui offrent un classement individuel sur jeu.
Slot
Dans une ligue fermée comme le LEC, les places sont achetées par les équipes pour pouvoir participer à la compétition.
Split
Segment. La saison de LoL se joue en un segment au printemps (Spring Split) et un autre en été (Summer Split).

## T
T1, T2, T3
Nom donné aux différentes tourelles (dans l'ordre de placement sur la carte).
Teamfight
Combats d'équipes, phases de jeu d'affrontements collectifs.
Toplane
Également appelée voie du haut en Français. Il s'agit de la ligne de jeu située en haut de la carte.
Toplaner
Joueur évoluant sur la voie du haut.
Tryhard
Jouer sérieusement, avec beaucoup de concentration.

## W
Weak side
Partie de la carte, élément qui joue avec des ressources limitées dans une partie.